# Référendum algérien de 2005
Le référendum algérien de 2005 a lieu le 29 septembre 2005. La question portait sur l'approbation de la charte pour la paix et la réconciliation nationale, afin de mettre fin à la guerre civile algérienne. Il se solde par un vote massif en faveur du "oui", avec une forte participation.

## Enjeux
Le but est de faire cesser les poursuites judiciaires contre les anciens combattants de la guerre civile algérienne, du moment qu'ils n'ont pas commis viols, massacres ou attentats à l'explosif. La question posée est « Êtes-vous d'accord sur le projet de charte pour la paix et la réconciliation nationale qui vous est proposé ? ». 5000 à 6000 anciens combattants de l'Armée islamique du salut sont concernés.

## Campagne
Le référendum est annoncé par le président Bouteflika le 14 août 2005.

## Résultats
Officiellement, c'est une large victoire du oui. Cependant, des critiques notent que la participation est largement exagérée.
| Inscrits   | Votes nuls | Participation (%)  | Approbation (%)    | Opposition (%) |
| ---------- | ---------- | ------------------ | ------------------ | -------------- |
| 18 313 594 | 171 507    | 14 435 291 (79,76) | 14 054 164 (97,36) | 381 127 (2,64) |